# Sporadi Meridionali
L'arcipelago delle Sporadi Meridionali è un gruppo di isole situate nel mar Egeo, in Grecia di fronte alle coste turche.
Le Sporadi Meridionali appartengono alle isole greche.
Le isole principali sono Samo, Icaria, il piccolo arcipelago di Furni e le isole del Dodecaneso (Rodi, Coo, Scarpanto, Calimno, Lero, Stampalia, Patmo, Caso, Nisiro, Piscopi, Calchi, Simi, Castelrosso e Alinnia).